# Кравчинський Сергій Михайлович
Сергі́й Миха́йлович Кравчи́нський (літературний псевдонім Степняк, 1 (13) липня 1851, Новий Стародуб — 11 (23) грудня 1895, Лондон) — революціонер-народник, письменник, українського походження, що писав італійською, англійською і російською мовами.

## Життєпис

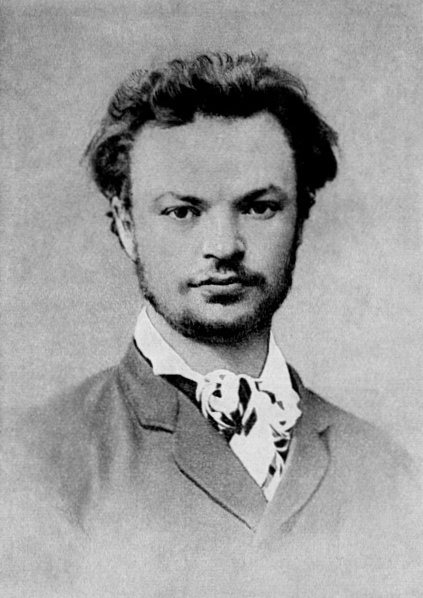
Сергій Кравчинський у віці 27 років

Його батько, Михайло Тадейович, за національністю був білорусом, служив військовим лікарем, дворянин. Мама, Любов Яківна, українка, передала дітям любов до рідної пісні, поезії «природи краю».
Дитинство минуло в Олександрії, Єлисаветграді, Умані. Закінчив Михайлівське артилерійське училище в Петербурзі (1870), там же навчався в Лісовому інституті (1871—1873).
Був членом гуртка чайковців, одним з ініціаторів «ходіння в народ», фундатором партії «Земля і воля». У 1874 р. був заарештований, після втечі виїхав за кордон. Брав участь у національно-визвольному повстанні в Герцеговині (1875), повстанні анархістів в італійській провінції Беневенто. У травні 1878 р. повернувся до Петербурга, де 4 серпня 1878 р. кинджалом-стилетом вбив шефа жандармів, генерал-лейтенанта, члена Державної ради Мезенцева і наприкінці того ж року вимушений був емігрувати.
У Росії Кравчинського оголошують державним злочинцем, у донесеннях він значився як найнебезпечніший керівник революціонерів у Петербурзі. Переслідувався він поліцією Росії й за кордоном. Тож на чужині Кравчинський з конспіративною метою стає Степняком. Цей літературний псевдонім вперше з'явився у 1881 році під публікаціями нарисів з майбутньої книжки «Підпільна Росія» в одній з італійських газет. З цим прізвищем і був відомий за життя в Європі та Америці.
За океаном Степняк читає студентам Бостона, Чикаго, Вашингтона лекції про Л.Толстого, І.Тургенєва, революційний рух у Росії, сибірські заслання. Грошей, які він заробив за лекції, вистачило, щоб заснувати Фонд вільного російського друку. Це дозволило друкувати і закуповувати революційну літературу для Росії..
Від 1884 року жив у Лондоні. Був особисто знайомий з Ф. Енгельсом, Г. В. Плехановим, Е. Л. Войнич, І. Я. Франком. Для видання й розповсюдження нелегальної літератури заснував «Фонд вільної російської преси». Автор публіцистично-історичних і літературних творів, присвячених російському революційному рухові, чим спричинився до інформації про нього на Заході.
Цікавився Т. Шевченком і пропагував на Заході його твори та інших письменників. Листувався з М. Драгомановим та іншими.
23 грудня 1895 року Степняк-Кравчинський загинув, випадково потрапивши під потяг. Степняк, за звичаєм задумавшись, переходив через колію залізниці, на нього наскочив поїзд, і він був убитий на місці.
Відкрито було музей Сергія Степняка-Кравчинського в його рідному селі Новий Стародуб за ініціативи літературознавиці Євгенії Таратути. Відкрили його в липні 1976 року. Як пише Григорій Гусейнов у своїй книжці «Незаймані сніги», на той час це була подія всеукраїнського масштабу, на яку навіть завітав Павло Загребельний. Євгенія Олександрівна свого часу спілкувалася з Войнич, а тому надала музею чимало цікавих експонатів, подарувала місцевій бібліотеці чимало книжок. Із часом приміщення з колонами передали церкві, експонати — школі.

## Твори
Видав книги публіцистичних нарисів «Підпільна Росія» (1881), «Російські грозові хмари», «Росія під владою царів» (1885), які перекладались на інші мови; художні твори «Штундіст Павєл Руденко» (1900), «Андрій Кожухов» (1889), «Домік на Волге» (1896), та інші. Багато друкувався англійською та іншими європейськими мовами, наприклад  його важливе дослідження селянства у Російській Імперії: "The Russian Pesantry: their agrarian condition, social life and religion" (1895).

### Перевидання

#### Російськомовні
Андрей Кожухов.Домик на Волге.— М.: Правда, 1981.— 400 с., 8 ил., 500000, предисловие Елизаветиной Г.:3 — 20 с..